# Echte Laufkäfer
Die Echten Laufkäfer oder Großlaufkäfer (Carabus) stellen eine Gattung innerhalb der Laufkäfer (Carabidae) dar. Sie umfassen im Regelfall relativ große Arten, wie etwa den bis zu 40 Millimeter langen Lederlaufkäfer (Carabus coriaceus), die größte europäische Art der Gattung. In Europa leben etwa 100 Arten dieser Gruppe, davon 33 in Mitteleuropa; weltweit sind über 850 Arten anzutreffen.

## Merkmale
Großlaufkäfer stellen neben den Puppenräubern (Calosoma), Sandlaufkäfern (Cicindela) und einigen weniger bekannten Gattungen die größten Arten der Laufkäfer. Die Spanne reicht bei den europäischen Arten von etwa 13 Millimetern beim Heidelaufkäfer (Carabus nitens) bis zu 40 Millimetern beim Lederlaufkäfer, tropische Arten können bis zu 70 Millimeter lang werden. Wie alle Laufkäfer besitzen sie fünfgliedrige Fußglieder (Tarsen) an allen drei Beinpaaren sowie die unter einem speziell ausgebildeten Seitenrand der Stirn eingelenkten Antennen mit elf Gliedern. Außerdem sind die Brustplatten der drei Thoraxsegmente fest miteinander verwachsen. Von außen ist meist nur eine feine Linie zu sehen. Die meist kleineren Männchen sind an den verbreiterten Vordertarsengliedern zu erkennen.
Die Deckflügel (Elytren) sind unterschiedlich ausgebildet und können sowohl eine leichte Körnung als auch Längsrippen aufweisen. Häufig kommen Punkt- und Kettenreihen aus Vertiefungen oder Erhöhungen der Skulptur vor. Bei vielen Arten sind die Deckflügel an der Naht verwachsen. Ein zweites Flügelpaar fehlt bei ihnen oftmals. Außerdem kann die Flugmuskulatur vollständig oder teilweise reduziert sein. Die Mundwerkzeuge sind in der Regel kräftig ausgebildet und können je nach Ernährungsweise variieren.
Auch die Larven der Großlaufkäfer können sehr unterschiedlich aufgebaut sein. Das Spektrum reicht, abhängig vom Lebensraum und der Lebensweise, von schlanken, parallelseitigen bis zu breit asselartigen Typen.

## Verbreitung
Die Echten Laufkäfer sind paläarktisch und nearktisch verbreitet und sind in den unterschiedlichsten terrestrischen Lebensräumen anzutreffen. Viele Arten sind endemisch verbreitet oder sind in sehr speziellen Lebensräumen zu finden. Andere haben als Generalisten ein sehr großes Verbreitungsgebiet.

## Lebensweise

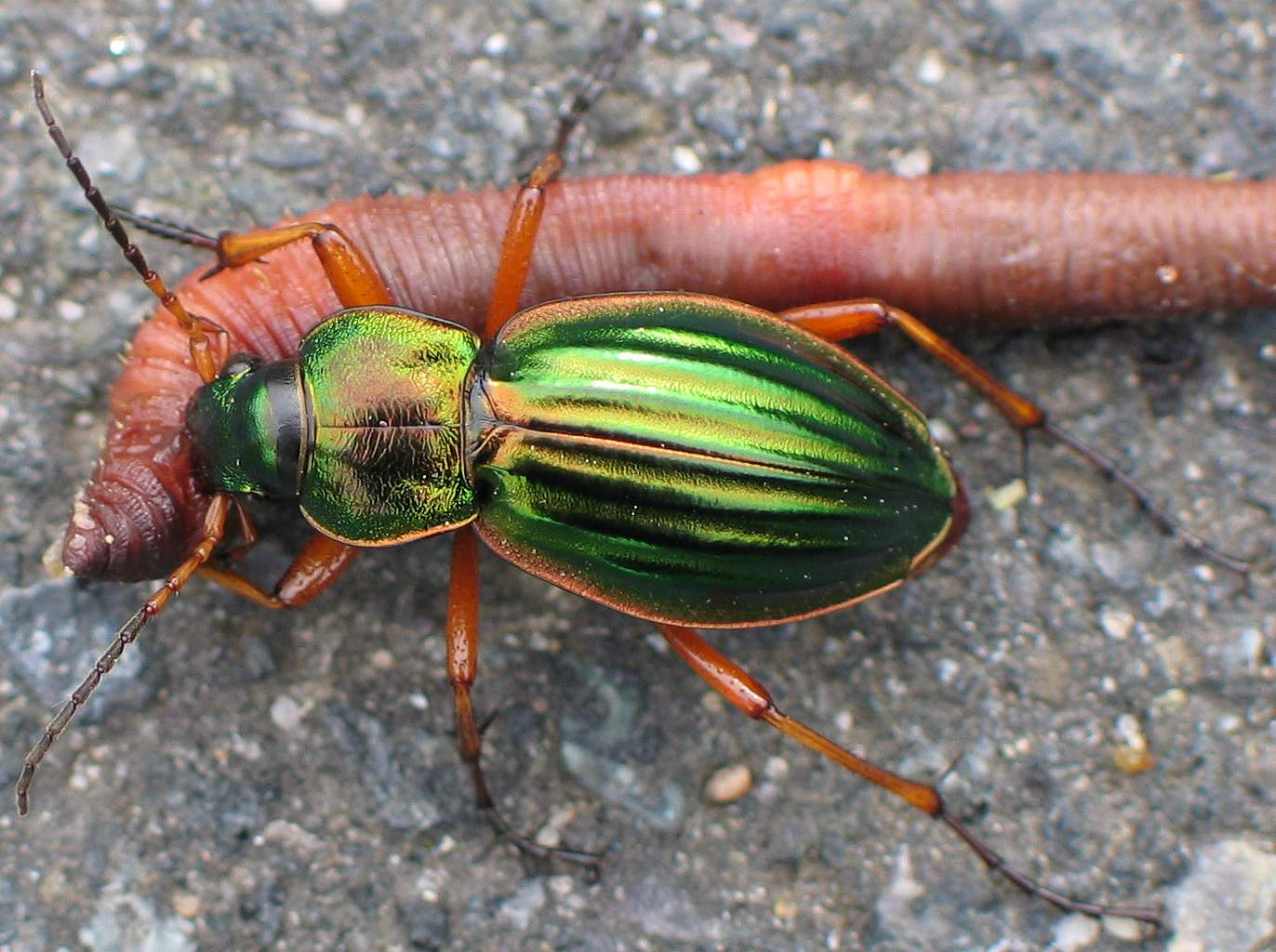
Goldlaufkäfer (Carabus auratus) mit Beute

Die meisten Arten der Laufkäfer sind nachtaktiv. Weiterhin sind alle Arten räuberisch und jagen auf dem Boden lebende Insekten und andere Gliederfüßer sowie Schnecken und Regenwürmer. Einige Arten sind auch tagaktiv und jagen entsprechend tagsüber. Alle Carabus-Arten sind an das Leben am Boden angepasst. Ein großer Teil, vor allem der großen Arten, ist auf Grund der Reduktion der Hinterflügel und der Flugmuskulatur sowie der zusammengewachsenen Deckflügel nicht mehr flugfähig.
Großlaufkäfer haben zudem ein Verteidigungssystem gegen Fressfeinde, vor allem Vögel und insektenfressende Säugetiere entwickelt, indem sie Verdauungssekrete aus dem Mund und andere Verteidigungssekrete aus den Analdrüsen abgeben können.

## Gefährdung

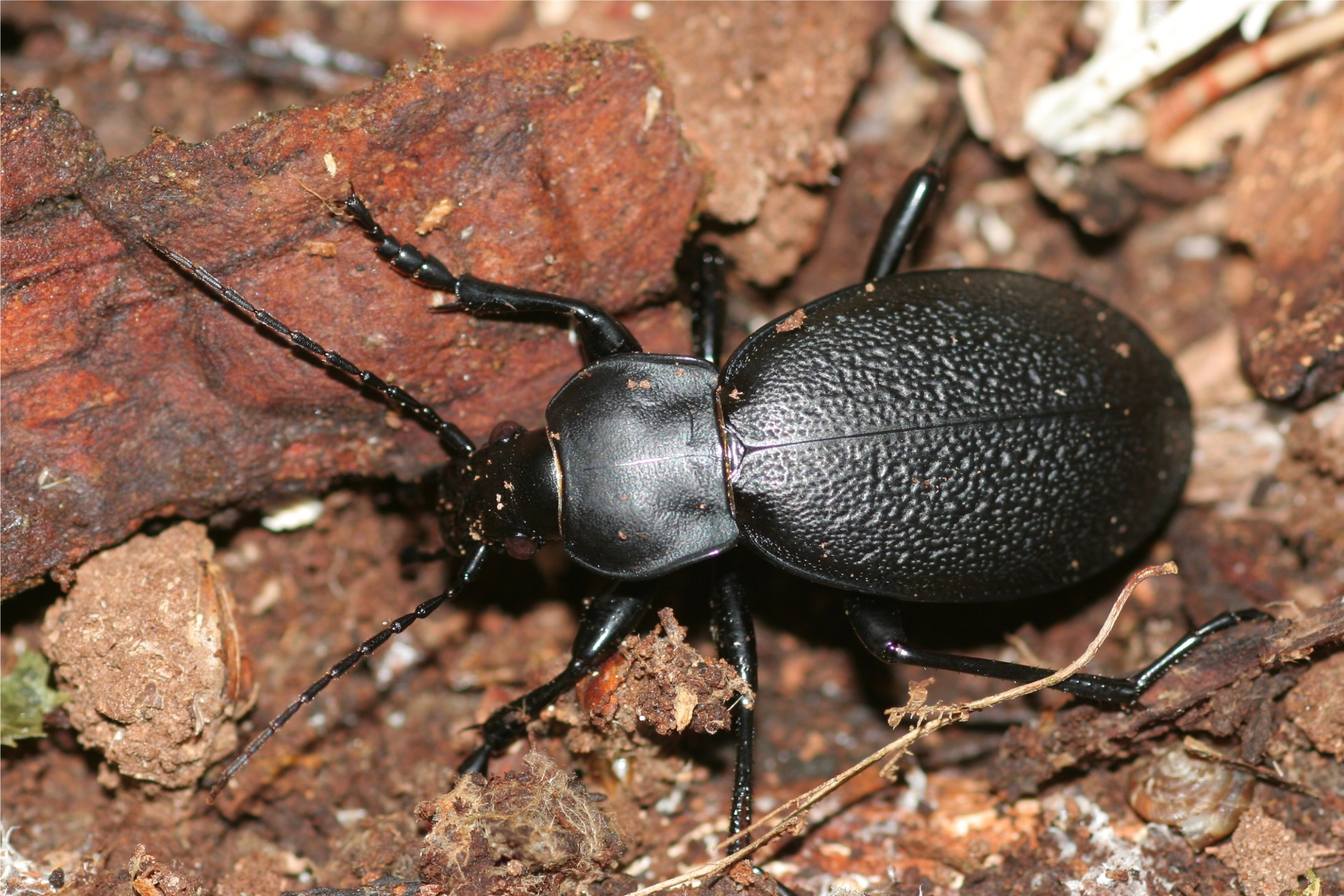
Lederlaufkäfer (Carabus coriaceus)

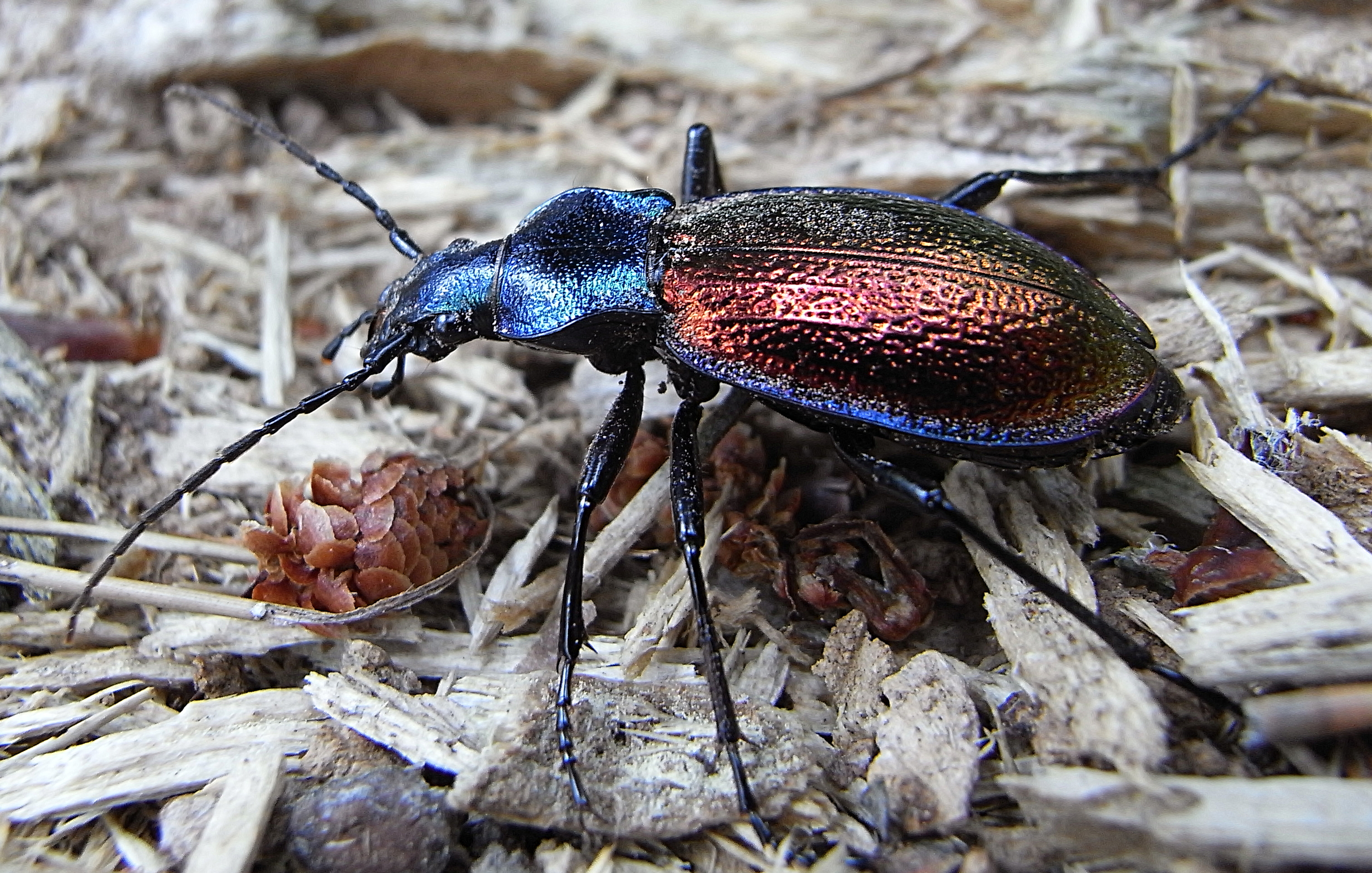
Carabus hispanus

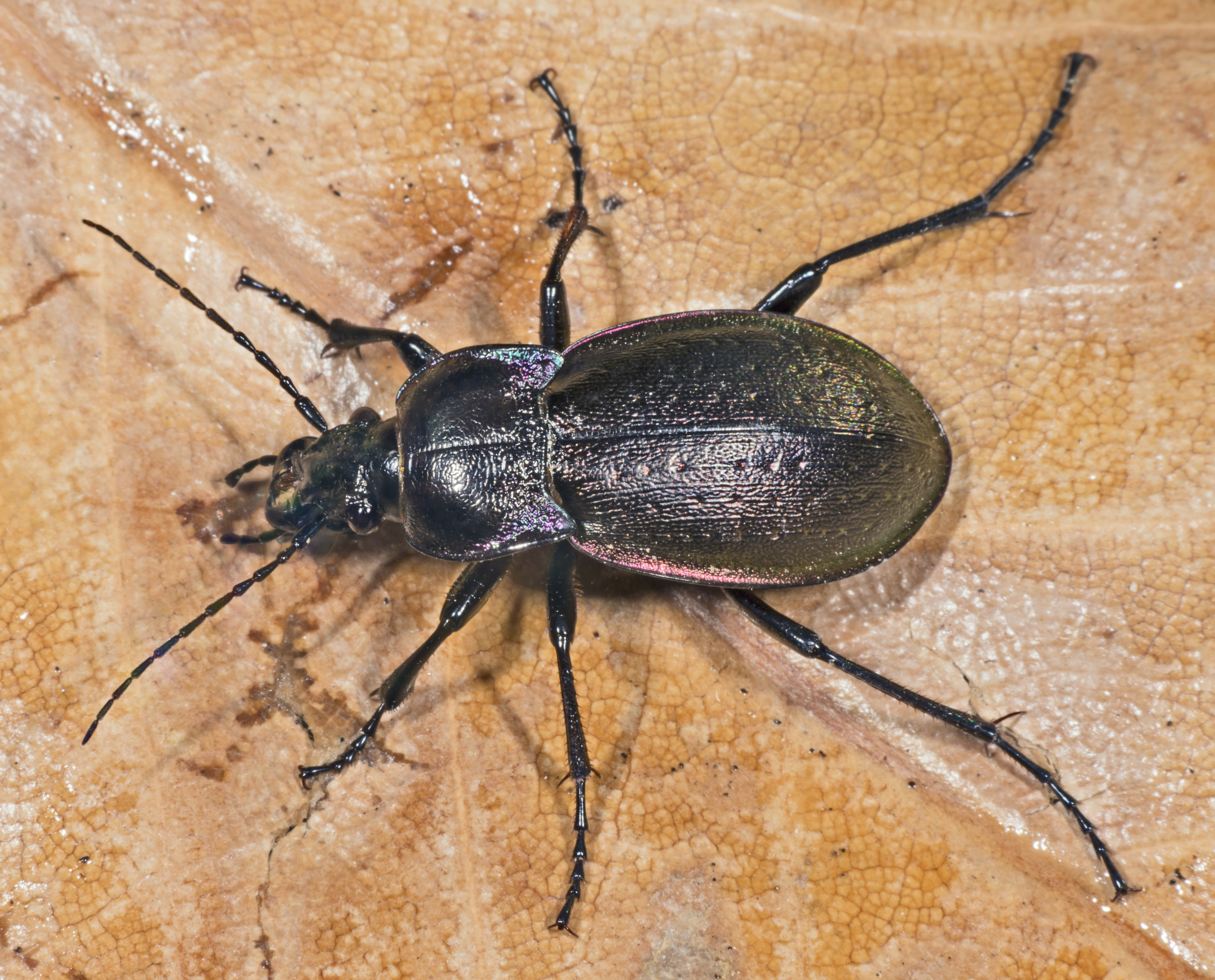
Hainlaufkäfer (Carabus nemoralis)

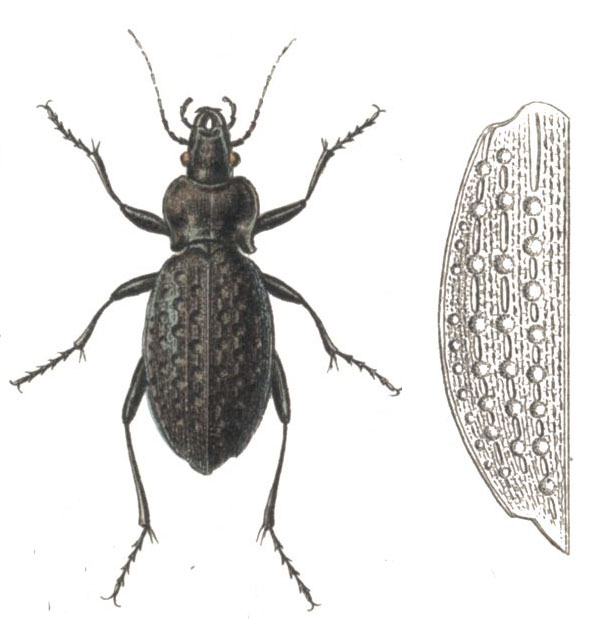
Grubenlaufkäfer (Carabus variolosus)

Viele Arten der Großlaufkäfer sind auf ganz spezielle Lebensräume und Lebensbedingungen angewiesen. Diese extrem angepassten Arten sind auf Grund der zunehmenden Zerstörung natürlicher Ökosysteme und Biotope in ihrem Vorkommen teilweise so weit reduziert worden, dass sie heute als stark gefährdet gelten und entsprechend auf der Roten Liste aufgeführt sind. Besonders betroffen sind dabei die großen Arten wie eben auch die Carabus-Arten, die zudem für Wanderer am auffälligsten sind. Da von Laien nicht erwartet werden kann, dass sie alle Arten auseinanderhalten können, wurden in Deutschland alle Arten der Echten Laufkäfer unter die Bestimmungen der Bundesartenschutzverordnung gestellt.

## Arten
Die Großlaufkäfer sind weltweit mit über 850 Arten vertreten, wobei regelmäßig neue Arten beschrieben werden. In Europa sind von diesen etwa 100 Arten anzutreffen, in Mitteleuropa leben etwa 40 Arten der Gattung Carabus. Die folgende Liste stellt eine Artenauswahl dar:
- Alpenlaufkäfer (Carabus alpestris) Sturm, 1814
- Carabus arcadicus
- Hügel-Laufkäfer (Carabus arvensis) Herbst, 1784
- Goldlaufkäfer oder Goldschmied (Carabus auratus) Linnaeus, 1761
- Goldglänzender Laufkäfer (Carabus auronitens) Fabricius, 1792
- Körnerwarze oder Feld-Laufkäfer (Carabus cancellatus) Illiger, 1798
- Kärntner Laufkäfer (Carabus carinthiacus) Sturm, 1815
- Ufer-Laufkäfer (Carabus clatratus) Linnaeus, 1761
- Carabus concolor Fabricius, 1792
- Kurzgewölbter oder Konvexer Laufkäfer (Carabus convexus) Fabricius, 1775
- Lederlaufkäfer (Carabus coriaceus) Linnaeus, 1758
- Creutzers Laufkäfer (Carabus creutzeri) Fabricius, 1801
- Fabricius Laufkäfer (Carabus fabricii) Duftschmid, 1812
- Carabus galicianus Gory, 1839
- Germars Laufkäfer (Carabus germarii) Sturm, 1815
- Riesenlaufkäfer (Carabus gigas) Creutzer, 1799 (syn. Procerus gigas)
- Glatter Laufkäfer (Carabus glabratus) Paykull, 1790
- Körniger Laufkäfer oder Gekörnter Laufkäfer (Carabus granulatus) Linnaeus, 1758
- Carabus hispanus Fabricius, 1787
- Goldgruben-Laufkäfer (Carabus hortensis) Linnaeus, 1758
- Dunkelblauer Laufkäfer oder Blauer Laufkäfer (Carabus intricatus) Linnaeus, 1761
- Schluchtwald-Laufkäfer (Carabus irregularis) Fabricius, 1792
- Carabus lineatus Dejean, 1826
- Linnes Laufkäfer (Carabus linnaei) Panzer, 1812
- Moorlaufkäfer (Carabus menetriesi) Hummel, 1827
- Feingestreifter Laufkäfer (Carabus monilis) Fabricius, 1792
- Hainlaufkäfer (Carabus nemoralis) O.F.Müller, 1764
- Heidelaufkäfer (Carabus nitens) Linnaeus, 1758
- Schwarzer Grubenlaufkäfer (Carabus nodulosus) Creutzer, 1799
- Blauvioletter Waldlaufkäfer (Carabus problematicus) Herbst 1786
- Carabus rutilans Dejean 1826
- Scheidlers Laufkäfer (Carabus scheidleri) Panzer, 1799
- Carabus splendens  Olivier, 1790
- Bergwald-Laufkäfer (Carabus sylvestris) Panzer, 1793
- Höckerstreifen-Laufkäfer (Carabus ullrichii) Germar, 1824
- Grubenlaufkäfer (Carabus variolosus) Fabricius, 1787
- Violetter Laufkäfer oder Goldleiste (Carabus violaceus) Linnaeus, 1758

## Weiterführende Literatur
- C.H. Lindroth: The Carabidae (Coleoptera) of Fennoscandia and Denmark. Scandinavian Science Press Ltd., Leiden 1985, ISBN 90-04-07727-8
- Thierry Deuve: Carabus of the World. Magellanes 2021, ISBN 978-2-35387-157-5
- Edmund Reitter: Fauna Germanica – Die Käfer des Deutschen Reiches. Band 1, K. G. Lutz, Stuttgart 1908
- Edmund Reitter: Fauna Germanica. Die Käfer des Deutschen Reichs (= Digitale Bibliothek. 134). Neusatz und Faksimile der 5-bändigen Ausgabe Stuttgart 1908 bis 1916. Directmedia Publishing, Berlin 2006, ISBN 3-89853-534-7.
- Helmut Schütze, Frank Kleinfeld. Die Carabenformen Chinas mit dem ausführlichen Verzeichnis ihrer Fundorte. Supplement Taxonomischer Katalog Chinesischer Carabiden. Schwanfeld 1995, ISSN 0945-1889